# Николаевское (Ленинградская область)
Николаевское — деревня в Осьминском сельском поселении Лужского района Ленинградской области.

## История
Впервые упоминается в писцовых книгах Шелонской пятины 1498 года, как деревня Михалково на реке Сабе в Дремяцком погосте Новгородского уезда.
Деревня Юра Михалки, состоящая из 30 крестьянских дворов, упоминается на карте Санкт-Петербургской губернии Ф. Ф. Шуберта 1834 года.

МИХАЛКИ ЮРА — деревня принадлежит её величеству, число жителей по ревизии: 104 м. п., 100 ж. п. (1838 год)

Как деревня Юра Михалки из 30 дворов она отмечена на карте профессора С. С. Куторги 1852 года.

МИКОЛКА ЮРА — деревня Гдовского её величества имения, по просёлочной дороге, число дворов — 31, число душ — 100 м. п. (1856 год)

МИХАЛКА ГОРА — деревня удельная при реке Сабе, число дворов — 40, число жителей: 99 м. п., 104 ж. п. (1862 год)

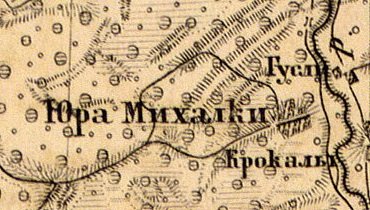
Деревня Николаевское на карте 1863 года

Согласно карте из «Исторического атласа Санкт-Петербургской Губернии» 1863 года деревня называлась Юра Михалки.
В XIX — начале XX века деревня административно относилась к Осьминской волости 2-го земского участка 1-го стана Гдовского уезда Санкт-Петербургской губернии.
По данным «Памятной книжки Санкт-Петербургской губернии» за 1905 год деревня называлась Николаевско и образовывала Николаевское сельское общество.
С 1917 по 1920 год село Николаевское входило в состав Осьминской волости Гдовского уезда.
С 1920 года, в составе Николаевского сельсовета Осьминской волости Кингисеппского уезда.

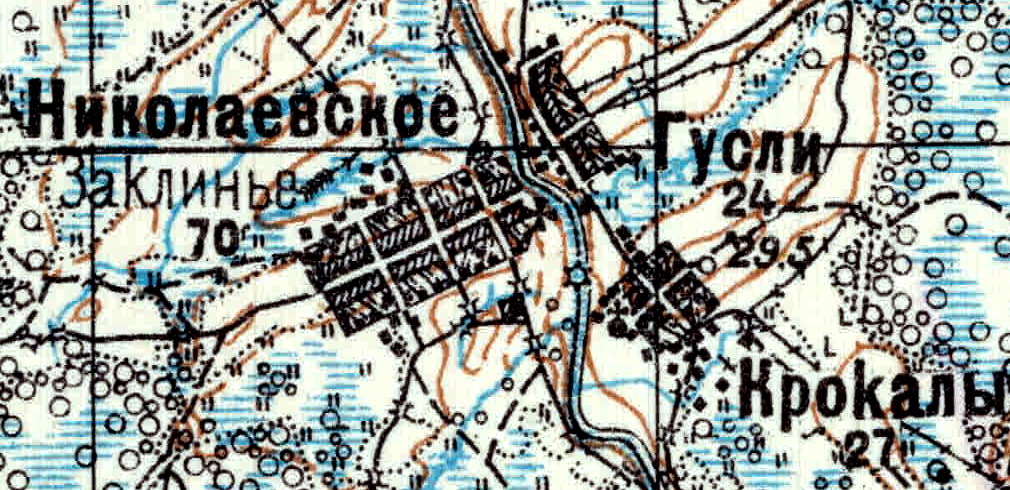
Деревня Николаевское карте 1926 года

Согласно топографической карте 1926 года деревня называлась Николаевское (Заклинье) и насчитывала 70 крестьянский дворов, в центре деревни находилась церковь.
С 1927 года, в составе Осьминского района.
В 1928 году население села Николаевское составляло 451 человек.
По данным 1933 года село Николаевское являлось административным центром Николаевского сельсовета Осьминского района, в который входили 9 населённых пунктов: село Николаевское, деревни Гусли, Засобье, Крокол, Лужница, Мужич, Переволок, Стружище, Трёхречье, общей численностью населения 1213 человек.
По данным 1936 года в состав Николаевского сельсовета входили 11 населённых пунктов, 241 хозяйство и 7 колхозов.
C 1 августа 1941 года по 31 января 1944 года деревня находилась в оккупации.
С 1961 года, в составе Сланцевского района.
С 1963 года, в составе Лужского района.
В 1965 году население деревни Николаевское составляло 134 человека.
По данным 1966 года деревня Николаевское являлась административным центром Николаевского сельсовета Лужского района.
По данным 1973 и 1990 годов деревня Николаевское входила в состав Рельского сельсовета.
В 1997 году в деревне Николаевское Рельской волости проживали 43 человека, в 2002 году — 52 человека (все русские).
В 2007 году в деревне Николаевское Осьминского СП проживали 35 человек.

## География
Деревня расположена в северо-западной части района на автодороге 41К-673 (Рель — Николаевское).
Расстояние до административного центра поселения — 20 км.
Расстояние до ближайшей железнодорожной станции Молосковицы — 85 км.
Деревня находится на левом берегу реки Саба.

## Демография
| 1838 | 1862 | 1928 | 1965 | 1997 | 2007 | 2010 |
| ---- | ---- | ---- | ---- | ---- | ---- | ---- |
| 204  | ↘203 | ↗451 | ↘134 | ↘43  | ↘35  | ↗39  |
| 2017 |      |      |      |      |      |      |
| ↘21  |      |      |      |      |      |      |

## Улицы
Никольская, Речная.